# Despoina
Despoina, starořecky Δέσποινα, je řecká bohyně která byla uctívána v rámci mysterijního kultu v arkádském městě Akakésion. Je dcerou Démétér a Poseidóna, jejím vlastním sourozencem tak byl hřebec Areión. Může být totožná s Persefonou, ale byla ztotožňována také s Artemidou a Hekaté.
Pausaniás ve své Cestě po Řecku za místo zrození Despainy označuje jeskyni na hoře Elaion nedaleko Figaleie. O té se vyprávěl podobný příběh jako o zrození Areióna a nejmenované bohyně v Onkeionu, který taktéž ležel v Arkádii. Podle tohoto podání se Démétér v jeskyni skryla ve svém žalu po únosu Persefoné a její nepřítomnost způsobila že země nedávala své plody. V té době se měl s bohyní spojit Poseidón a zplodit tak Despoinu.
Pausaniás navíc zmiňuje Despoinini svatyni nedaleko Akakésionu, v které měla svůj oltář také Démétér. Socha Despoiny měla v levé ruce žezlo, zatímco pravou rukou držela na svých kolenou skříňku, Démétér pak levou rukou objímala svou dceru a v pravé ruce měla pochodeň. Po boku Despoiny stál titán Anytos, který bohyni vychoval, a po boku Démétér Artemida. Vedle chrámu pak stál posvátný háj a síň (megaron) kam přinášeli Arkaďané bohaté oběti, při kterých zvířatům odřezávali náhodnou končetinu, a plody všech stromů s výjimkou granátového jablka.. V síni měla také probíhat mystéria. V bezprostřední blízkosti se nacházel i chrám Artemidy, oltáře Poseidóna, ostatních bohů a svatyně Pana. Pausaniás uvádí že Despoinu Arkaďané uctívají nejvíce ze všech bohů, že její jméno znamená „Paní“ a že je totožná s Persefoné.
Podle fragmentu z Kallimacha Despoinu zplodil Poseidón s Erínyí Tilfosou, tedy s Démétér.